# Биоелектроника
Биоелектроника се нарича тази област на биотехнологията, в която се комбинират биологичните и електронните елементи, за да се направят технически използваеми. В центъра на биоелектронната изследователска дейност стоят преди всичко биосензорите (чувствителни елементи или датчици), разработването на биологично управлявани протези и ДНК компютрите.на английски: DNA-Computer. Основа на биоелектрониката е това, че биологичните системи използват подобно на електронните схеми електрически импулси за обработка на информацията. Така човешкият мозък представлява една сложна комплексна система при която около 100 милиарда клетки (неврони) са свързани една с друга и си комуникират чрез електрически и биохимични връзки.
Първата директна връзка от жива клетка успява да направи изследователската група на Петер Фромхерц от Макс Планк институтът по биохимия. През 1991 г. те успяват да измерят електрическото поле на една жива нервна клетка. Трудността се състои в различните електрически товари: при полупроводниците това са електроните, а при клетките това са йоните. През 1995 г. става възможно предаване на информацията в обратна посока. Целта на развоя е да се управляват биопротезите директно от нервните клетки и от там от мозъка. В областта на биоелектрониката, най-голям напредък има в областта на биосензорите. Те представляват полупроводникови елементи, които са изпълнени с биологични молекули и клетки. Това могат да са ензими или антитела. Така се създава една система, която преобразува биохимичните сигнали в електрически импулси и може да ги предаде по-нататък към електронните схеми. При този вид сензори могат да се регистрират изключително малки стойности при анализ на отрови, стойности на кръвната захар, както и замърсяване на въздуха и водата.
В ранен стадий на развой се намират създаването на ДНК компютър.